# اچ‌دی ۱۷۳۴۱۶
اچ‌دی ۱۷۳۴۱۶ یک ستاره است که در صورت فلکی شلیاق قرار دارد.